# Tångmussla
Tångmussla (Musculus discors) är en musselart som först beskrevs av Carl von Linné 1767.  Tångmussla ingår i släktet Musculus och familjen blåmusslor. Arten är reproducerande i Sverige. Inga underarter finns listade i Catalogue of Life.